# Everson (Washington)
Everson je město v okrese Whatcom v americkém státě Washington. Při sčítání lidu v roce 2010 zde žilo 2 481 obyvatel.
Společně s přilehlým městem Nooksack se Everson nachází nedaleko předhůří Kaskádového pohoří v severozápadní části státu. Nachází se na břehu řeky Nooksack a podporuje okolní hospodářství a dřevozpracující průmysl. Údolí řeky Nooksack je výrazně ovlivněno nizozemskými osadníky, kteří zde založili mléčné farmy na úrodné a často zaplavované půdě. Významnou část v ekonomii města hrají také ovocné sady a pole.
Malé centrum města poskytuje všechny základní služby, včetně restaurací, lékárny, obchody s potravinami, opravny aut a obchodů se zemědělskými potřebami. Nedaleko hlavní ulice se nachází městský park a na břehu řeky Nooskack také Riverside Park s piknikovými stoly a hřišti.
Přes rok se ve městě nebo v jeho okolí pořádá několik malých festivalů, včetně letního festivalu nebo dožínek.
Společně s městy Nooksack a Sumas patří Everson do školního okrsku Nooksack Valley. Ve městě samotném se nachází pouze základní škola, kam chodí děti od školky do páté třídy. Studenti dále musí pokračovat na Nooksack Valley Middle School, která se nachází jen necelý kilometr od Eversonu, na jihozápadním konci města Nooksack. Na střední školu se pak pokračuje do Nooksack Valley High School, která leží severně od Nooksacku.
Město bylo pojmenováno po norském osadníkovi Everu Iversonovi a stalo se začleněným v květnu 1929.
Při sčítání lidu v roce 2010 zde žilo 2 481 obyvatel, z čehož 75 % tvořili běloši, 2,5 % původní obyvatelé a 1 % Asiaté. 29 % obyvatel bylo hispánského původu.
V únoru 2009 se začalo mluvit o sloučení měst Everson a Nooksack, z čehož by vzniklo nové, třítisícové město. V březnu téhož roku se v deníku The Bellingham Herald objevil článek informující o schůzce zastupitelů obou měst, na které se jednalo právě o možném sloučení. Městská rada Eversonu porovnala sloučení k tomu, které proběhlo dříve v Bellinghamu, který ale vznikl ze čtyř měst. Nové město by mělo nový název a bylo by rozděleno do dvou okrsků odpovídajícím umístění nynějších obcí. O názvu se stále jedná, ale možným jménem nové obce může být Nooksack Valley.